# Castillo de Ancy-le-Franc
El castillo de Ancy-le-Franc (en francés: château d'Ancy-le-Franc es un antiguo castillo renacentista francés del siglo XVI situado en la comuna de Ancy-le-Franc  en el departamento  Yonne. Construido entre 1544 y 1550 por Antoine III de Clermont-Tonnerre sobre los planos de Sebastiano Serlio, el castillo es un hito fundamental en la evolución de la arquitectura renacentista en Francia por la calidad de su arquitectura y de su decoración.
El 8 de marzo de 1983 fue objeto de una clasificación al título de los monumentos históricos (ampliada el 26 de septiembre de 2003).

## Historia
Desde el siglo XII existía en Ancy-le-Franc una fortaleza de la cual una torre todavía existía al final del siglo XVI. A partir del año 1544 el castillo actual fue construido a petición de Antoine III de Clermont (1498-1578), cuñado de Diana de Poitiers e hijo de Anne de Husson, condesa de Tonnerre. Los planos del edificio se atribuyen tradicionalmente al arquitecto italiano Sebastiano Serlio, que el rey Francisco I había hecho llegar a Francia. A la muerte de Serlio en 1554 en Fontainebleau, el arquitecto Pierre Lescot, se hizo cargo de las obras en el espíritu de los planos originales de Serlio. La decoración interior es obra de  Primaticcio, que también estaba trabajando en el  château de Fontainebleau.

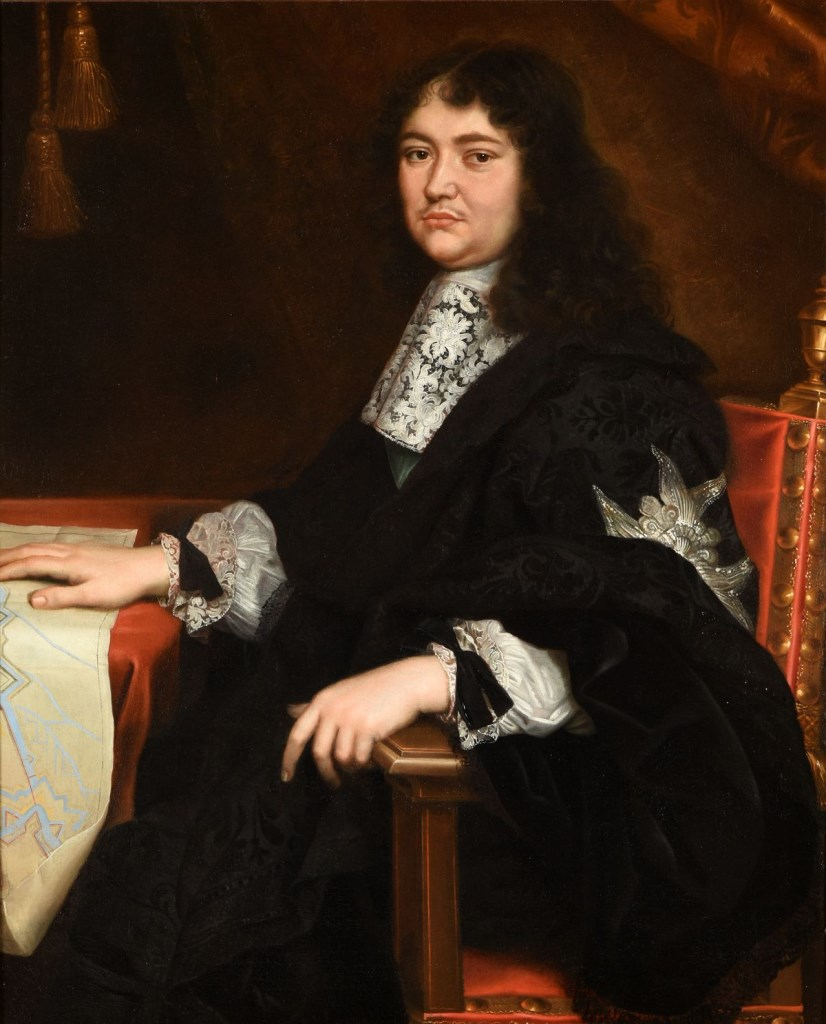
François-Michel Le Tellier, marqués de Louvois

Antoine de Clermont murió en 1578, dejando el castillo inacabado. Fue su nieto Charles-Henri quien retomó la obra. El castillo fue entonces a capaz de alojar a los invitados más prestigiosos:  Enrique III  (esperado, pero que no se quedará en el castillo), Enrique IV  en 1591, Luis XIII,  en 1631, y Luis XIV, en 1674.
En 1683, los Clermont-Tonnerre debieron vender la tierra de Ancy-le-Franc y el castillo paso a manos de François Michel Le Tellier de Louvois, ministro de Luis XIV. Al año siguiente, Louvois adquirió el condado de Tonnerre, constituyéndose así un vasto dominio. Hizo construir los comunes y confió a Le Nôtre la disposición del parque.
Después de la Revolución, el último marqués de Louvois logró recuperar la posesión del castillo. Hizo rehabilitar el parque, largo tiempo abandonado, aunque con un trazado diferente. Modificó también la decoración interior. El castillo recuperó su esplendor pasado.
En 1844 Ancy-le-Franc fue cedido a Gaspard Louis Aimé de Clermont-Tonnerre, un descendiente de Antoine III de Clermont. A continuación, pasó por varias manos, incluyendo las de los príncipes de Mérode.
Hoy es propiedad de una sociedad privada que llevó a cabo su restauración. 

## Descripción

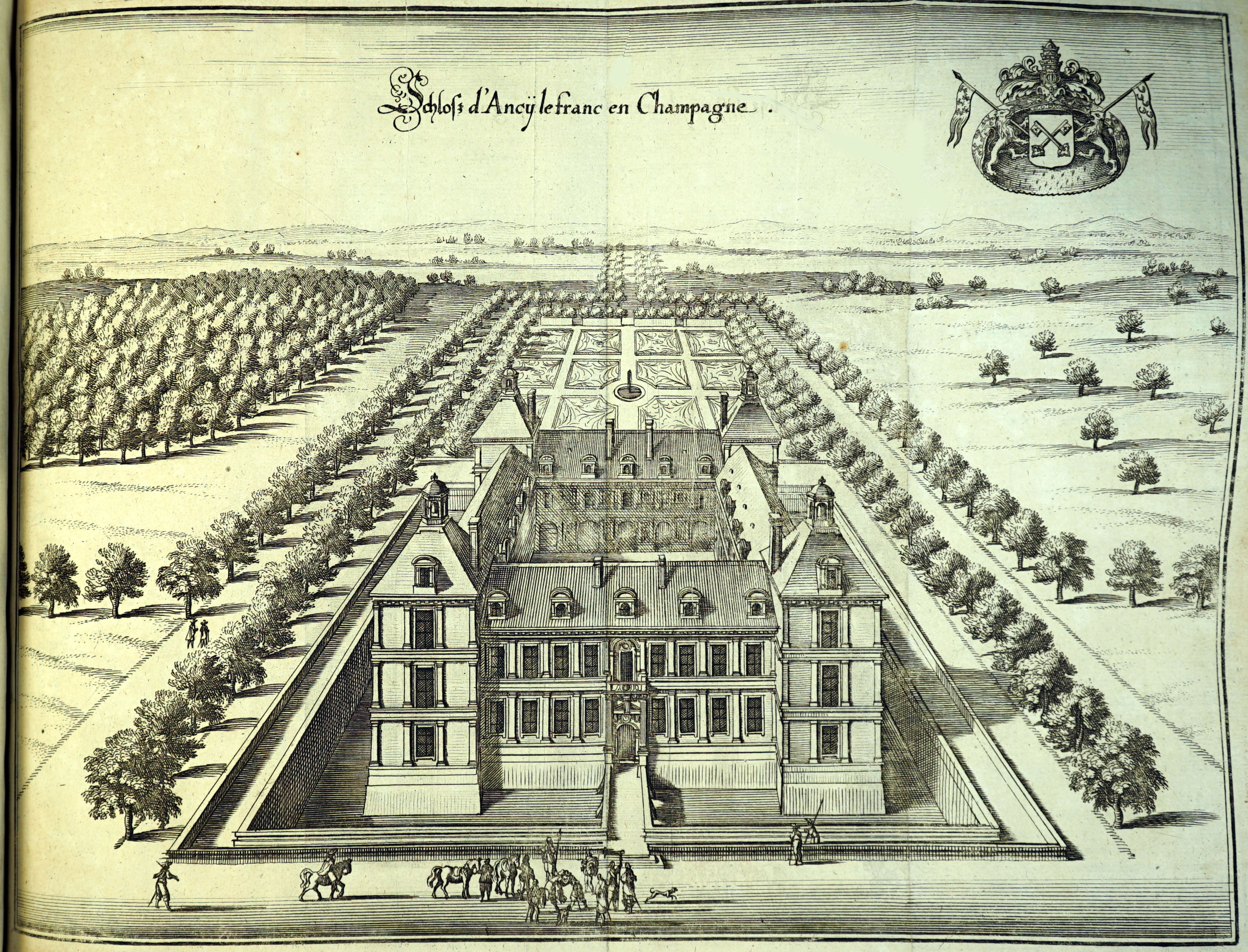
Grabado en Topographia Galliæ (1656)

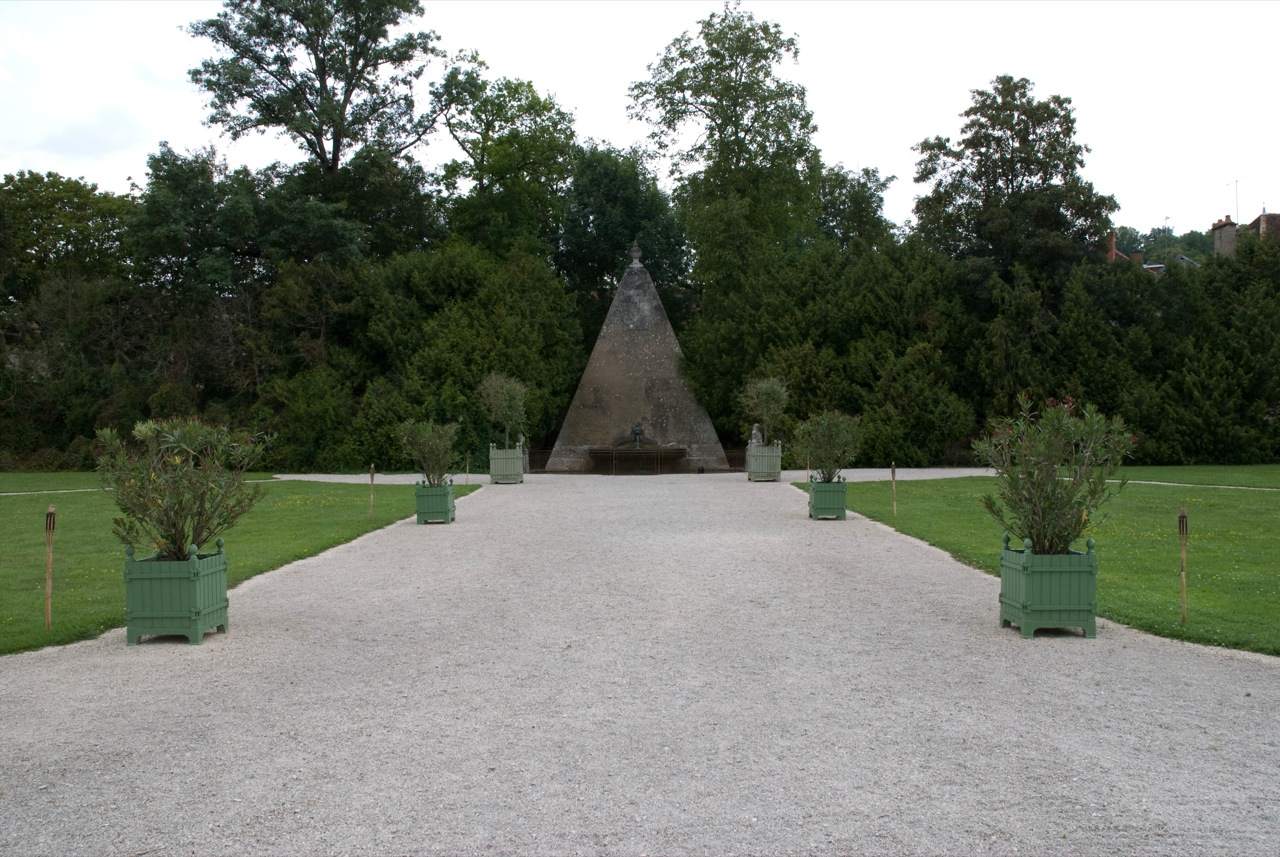
Pirámide adornando el jardín

La arquitectura del castillo es el resultado del encuentro entre Antoine de Clermont y Sebastiano Serlio. De hecho, aunque el arquitecto fuese el italiano, supo utilizar los frutos de la tradición  francesa.
El castillo se basa en un esquema de planta central y cuadrangular. Cuatro logis que forman un cuadrado están cada uno flanqueado por un pabellón saliente en las esquinas. Esta planta se inspira en las plantas llamadas en «pi» muy utilizadas en Francia en ese momento. Serlio separó los dos niveles de los alzados mediante una amplia cornisa sobre la que reposan los huecos del segundo  nivel. El arquitecto utilizó para el primer nivel el orden toscano y en el segundo nivel el orden dórico. En ambos niveles, los huecos están enmarcados por pilastras adosadas. Téngase en cuenta que hasta el siglo XVII, un tramo sobre dos solamente estaba abierta. Serlio quería crear un ritmo alternado entre huecos abiertos y tramos ciegos.
Para la fachada del patio interior, Serlio empleó en el primer nivel el orden corintio y en el segundo nivel el orden compuesto. Una vez más, quería jugar con un ritmo alternado entre los huecos abiertas y los nichos enmarcados por pilastras. Estos nichos están adornados con una cáscara interior. Serlio abrió una triple arcada en la planta baja, que es una reminiscencia de la Villa Madama de Rafael.
Serlio supo plegarse a las exigencias del patrocinador coronando el edificio con un techo empinado como el castillo de Villandry y utilizó la piedra caliza de Borgoña. El interior del castillo incluye pinturas murales a partir de los dibujos del Primaticio o de Nicolò dell'Abbate, techos artesonados, boiseries finamente esculpidas, ornamentaciones coloreadas...

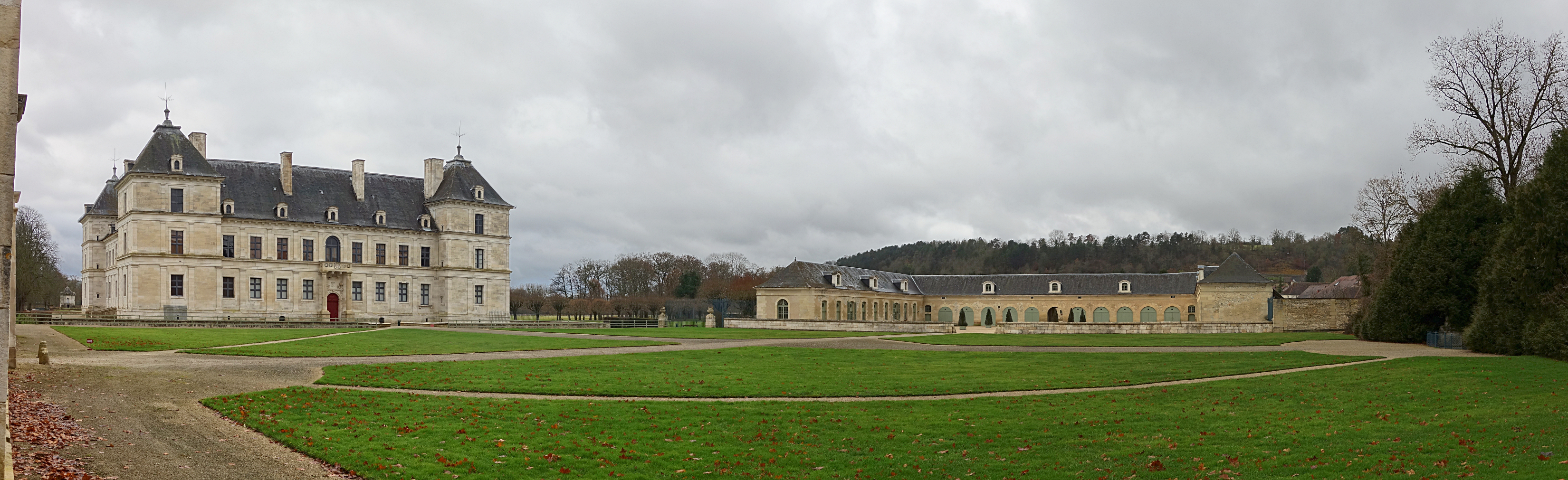
El castillo y los establos

Vistas del castillo
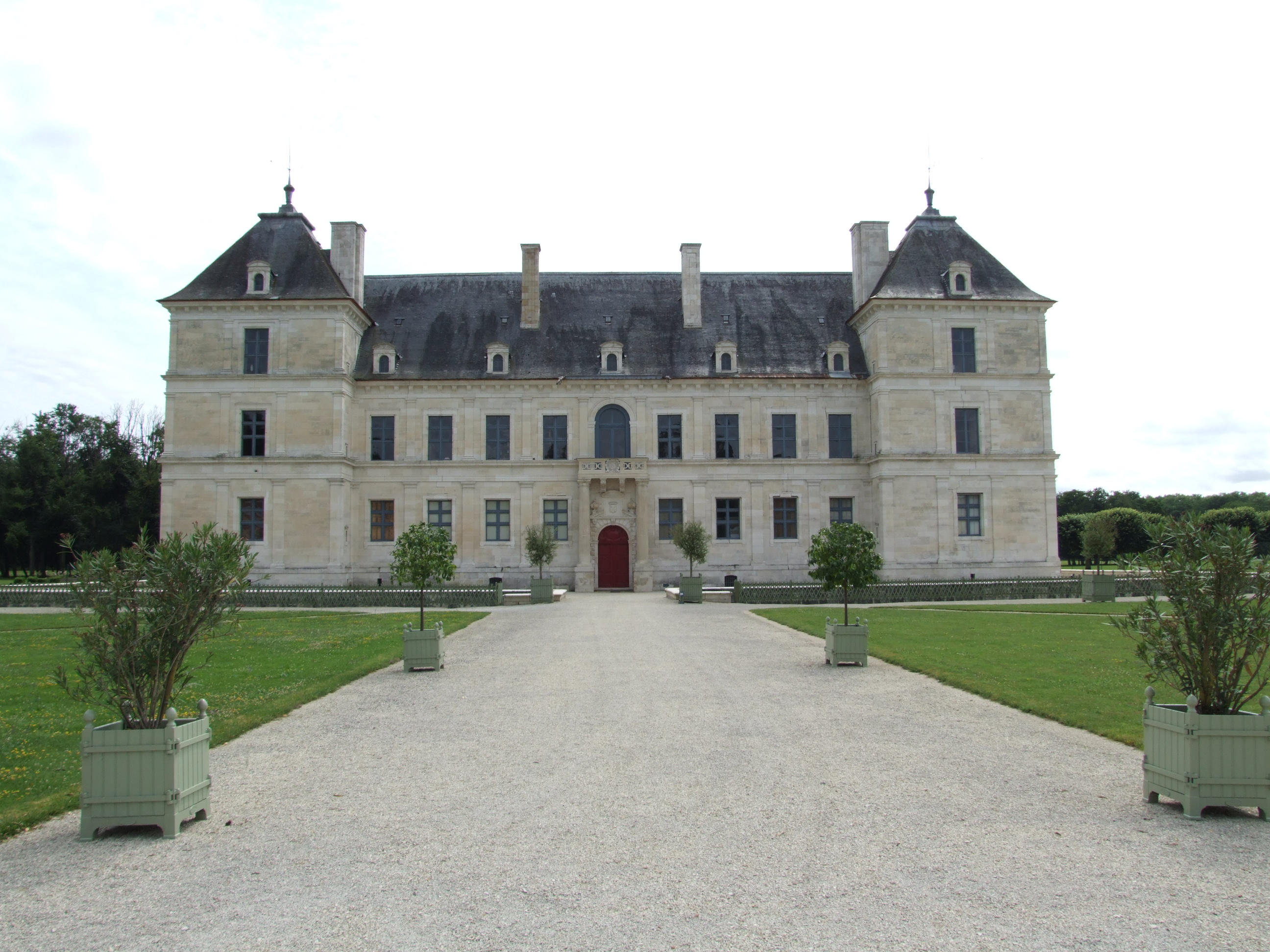
La entrada principal
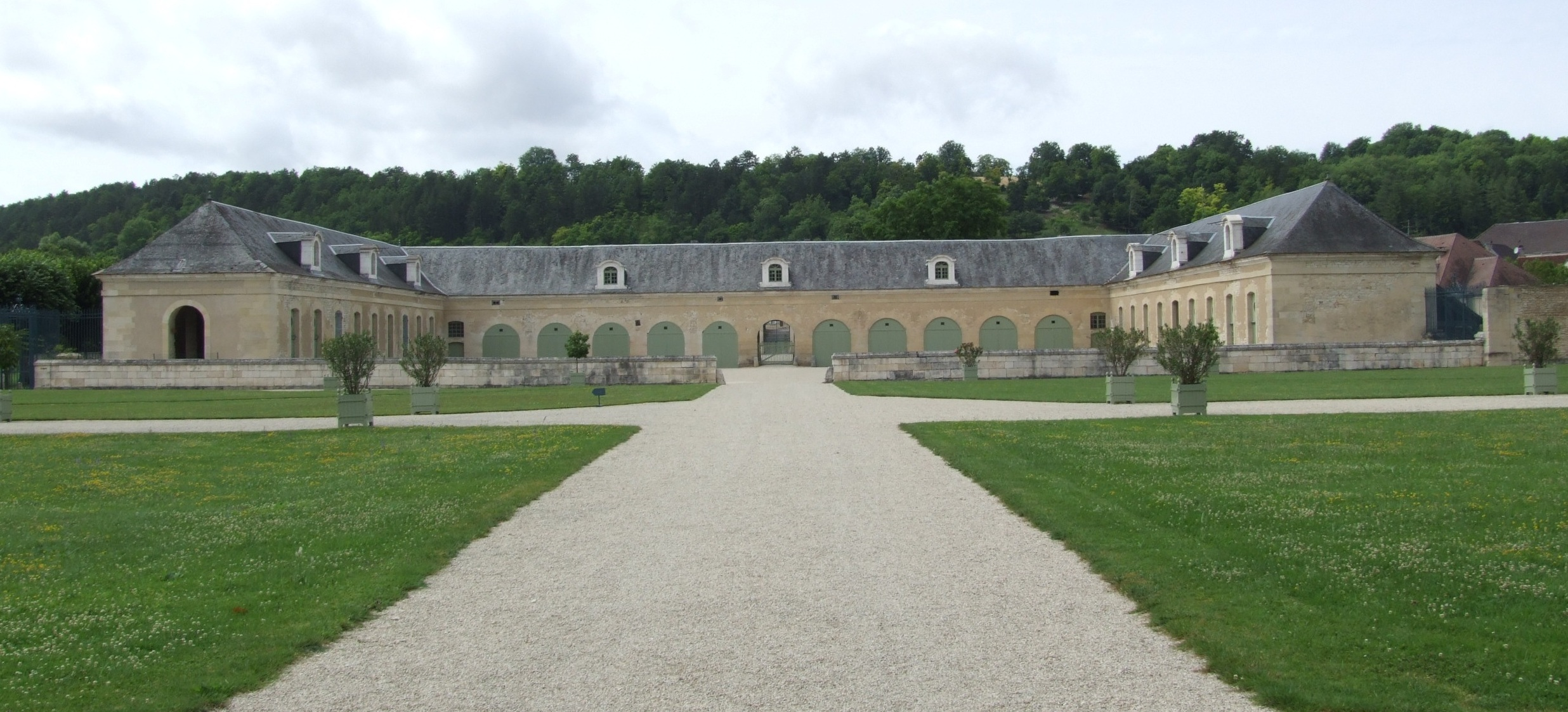
Los establos
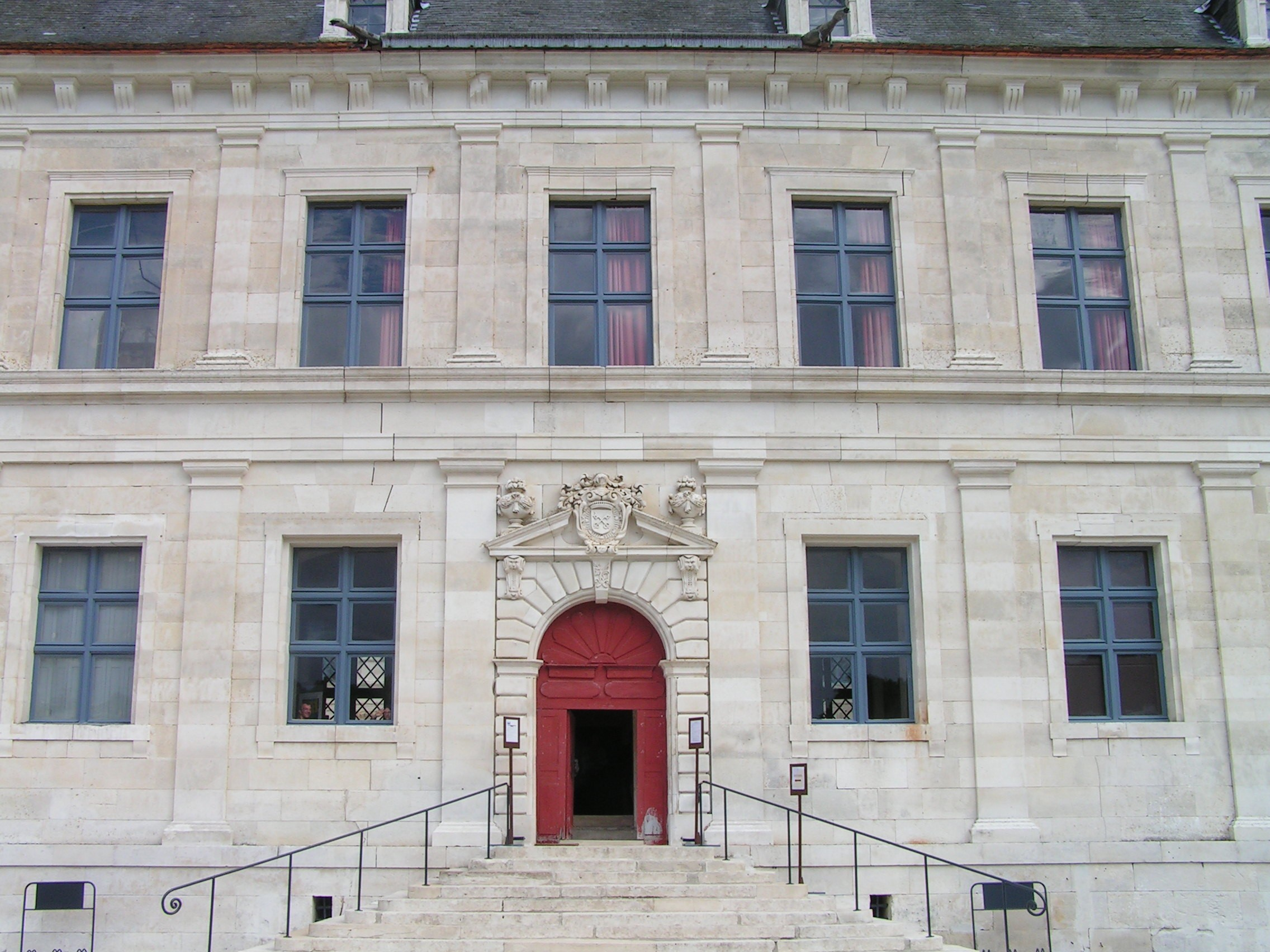
Detalle la entrada
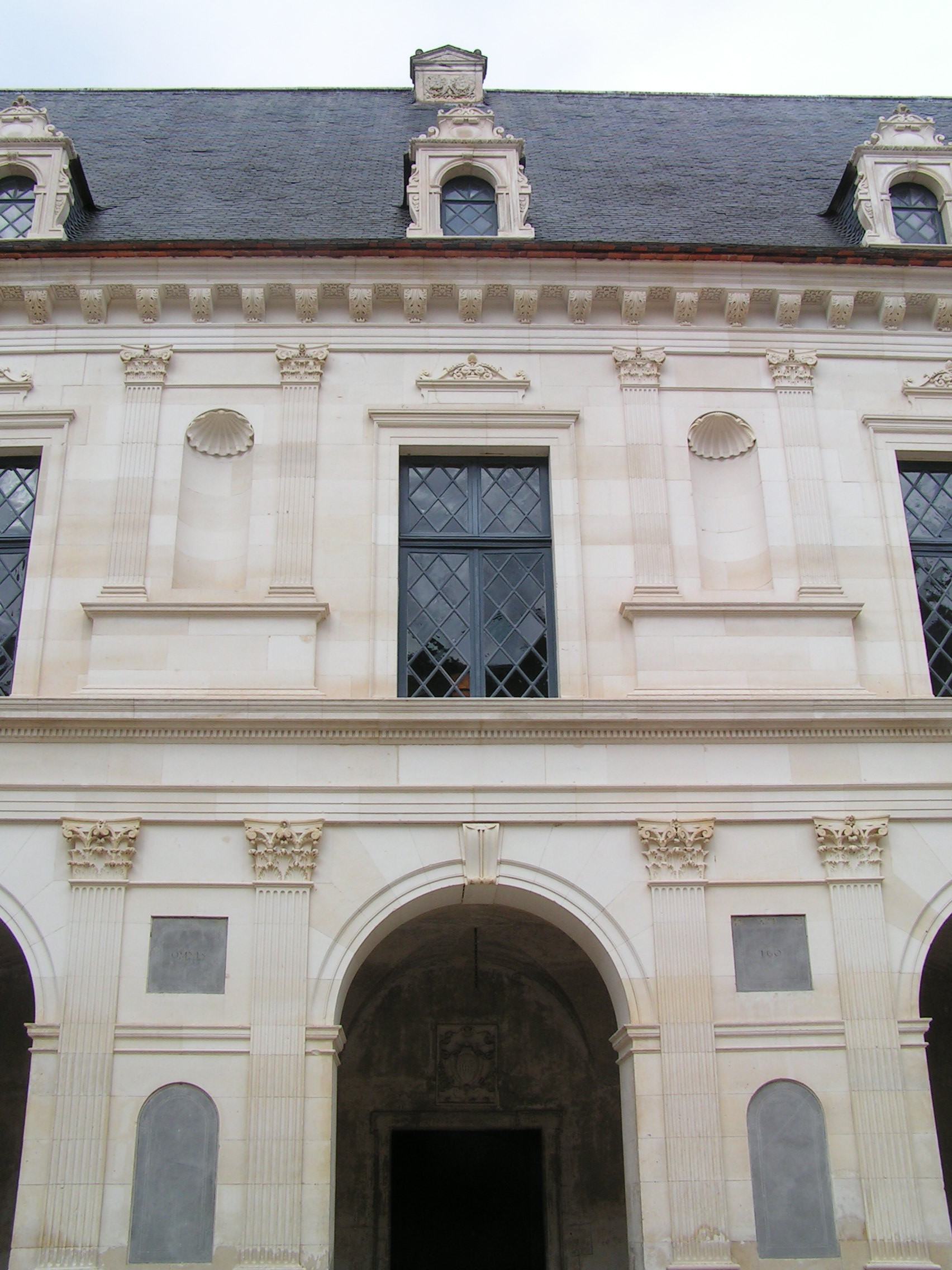
Detalle del patio